# Conus lischkeanus
Conus lischkeanus (tên tiếng Anh: Kermadec cone) là một loài ốc biển săn mồi, là động vật thân mềm chân bụng sống ở biển trong họ Conidae, họ ốc cối.

## Hình ảnh

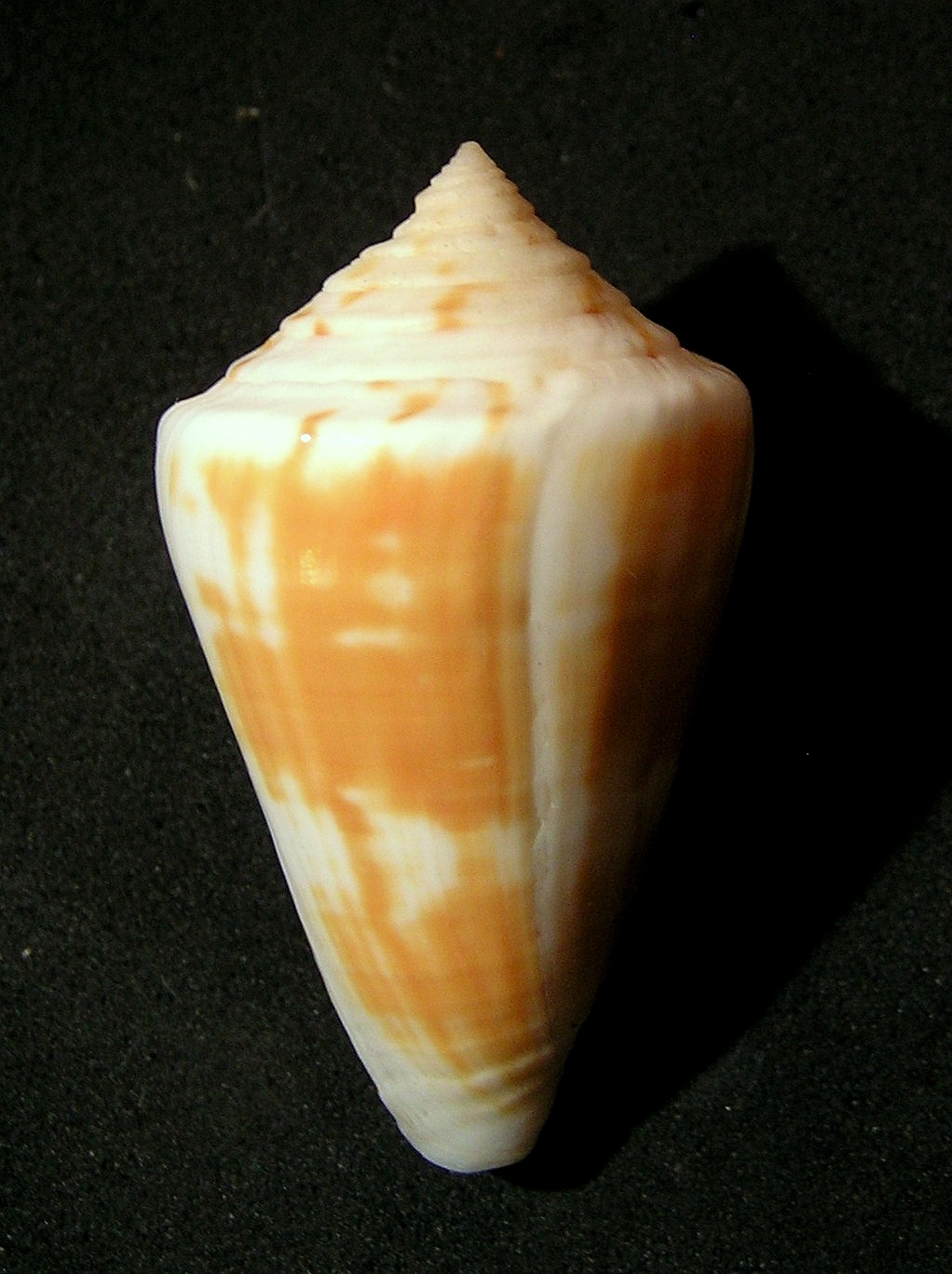
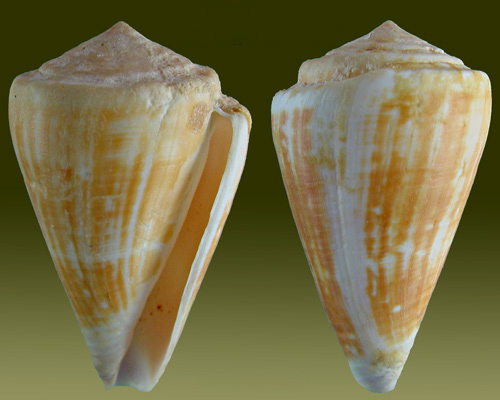
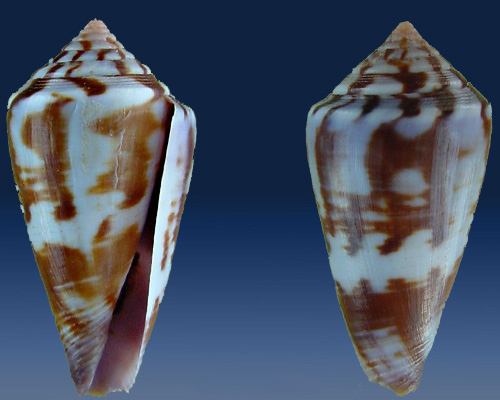